# 보디가드 작전
보디가드 작전(Operation Bodyguard)은 제2차 세계 대전 당시 연합국이 1944년 북서유럽 침공을 앞두고 수행한 기만 작전의 암호명이었다. 보디가드는 독일 국방군최고사령부를 대상으로 침공 시기와 장소에 대한 오판을 유도하기 위한 전반적인 전략 개념을 수립하는 것이 목표였다. 이 작전의 계획은 1943년 영국 전쟁내각 산하 런던 통제부에서 시작되었으며, 초안 단계에서 "야엘 계획"이라는 명칭으로 작성되었다. 해당 전략은 1943년 11월 말 테헤란 회담에서 연합국 지도자들에게 제출되었으며, 당시 이전의 기만 전략이 실패했던 전례로 인해 회의적인 시각도 있었으나, 12월 6일 최종 승인되었다.
보디가드는 영국 및 미국 등 연합군이 오버로드 작전을 은폐하기 위해 기획한 모든 기만 작전의 상위 전략으로, 독일군이 연합군의 북서유럽 침공 시기를 실제보다 늦게 예측하도록 유도하고 동시에 파드칼레, 발칸반도, 남프랑스, 노르웨이, 소련의 불가리아 및 북노르웨이 등 여러 지역에서 연합군이 공격할 가능성이 있다고 예상하게 하는 것이 주요 목표였다. 작전요소 중 가장 중요한 임무는 영국 남부에 집결한 대규모 병력을 은폐하는 것이었으며, 이를 위해 작전 내용은 유럽 전역에서 위협을 조성하고 연합군이 주요 폭격 작전에 집중하고 있다는 인상을 주는 것이 중요했다.
보디가드는 직접적인 작전 수행 방식이 아닌, 여러 하위 기만 작전을 통해 주요 기만 목표를 달성하는 방식으로 설계되었다. 영국과 카이로에 위치한 기만 작전 기획부서는 파드칼레 지역을 주요 목표로 한 "포티튜드 작전(Operation Fortitude)"을 포함한 여러 작전들을 세부적으로 발전시켰다.
1944년 6월, 연합군은 성공적으로 해왕성 작전을 수행하고 노르망디에 교두보를 확보했다. 이후의 정보에 따르면 독일군 정보부는 연합군의 기만 전략을 상당 부분 신뢰했던 것으로 밝혀졌으며, 특히 영국 남부에 배치된 연합군 병력 배치에 대한 오판이 이루어졌다. 침공 이후에도 히틀러는 칼레 지역 및 기타 주요 지역에서 병력을 노르망디로 재배치하는 것을 약 7주 동안 지연시켰으며(원래 보디가드 작전의 목표는 최소 14일간 지연시키는 것이었다), 여러 학자들은 파드칼레를 포함한 북프랑스, 노르웨이, 남유럽에 대한 연합군의 위협이 독일군의 전략적 판단에 영향을 미친 결과로 분석했다.

## 배경
제2차 세계 대전 동안, 보디가드 작전 이전에도 연합군은 광범위한 기만 전략을 활용하며 다양한 새로운 기술과 이론을 발전시켰다. 당시 주요 기만 작전 기획 기관은 1940년 더들리 클라크가 설립한 A 부대와 1942년 존 비번의 지휘 아래 창설된 런던 통제부였다.
1944년 독일군은 북서유럽 전역의 해안을 방어해야 하는 상황에서 방어선을 얇게 펼쳐야 했다. 연합군은 이미 여러 차례 기만 작전을 수행하고 있었으며, 영국 내 독일 첩보원들을 모두 포획하거나 회유하여 이중 첩보망으로 전환하는 데 성공했다. 또한 독일군의 에니그마 암호 해독 작업을 통해 독일군의 통신을 체계적으로 해독하고 있었다. 노르망디가 침공 지점으로 결정된 후, 연합군은 이를 독일군이 양동 작전으로 오판하게 만들고, 실제 침공이 다른 곳에서 이루어질 것이라 믿도록 유도하기로 했다.
전쟁 후반으로 갈수록 연합군과 독일군의 정보전 능력 차이는 극명하게 벌어졌다. 블레츨리 파크에서 수행된 신호 정보 작업을 통해 독일군의 주요 통신망이 상당 부분 노출되었으며, 울트라 암호 해독 정보 덕분에 연합군은 자신들의 기만 전략이 얼마나 효과적으로 작동하는지를 실시간으로 파악할 수 있었다. 또한 유럽에서는 저항군의 정보망과 항공 정찰을 통해 상당한 수준의 정보를 확보하고 있었다. 반면, 영국에 침투한 독일 첩보원들은 대부분 체포되었거나 자진하여 연합군의 이중 첩보원이 되었으며, 이들 중 일부는 독일군이 절대적으로 신뢰할 정도였다. 이로 인해 1944년이 되자 독일 정보부는 영국으로 새로운 첩보원을 추가로 보내는 것을 중단했다. 독일군 내부에서는 정치적 대립, 불신, 운영 미숙이 겹쳐 정보 수집 능력이 극히 제한적인 상황이었다.
1943년까지 히틀러는 서유럽 전역의 해안을 방어해야 했으나, 연합군의 침공 지점에 대한 명확한 정보를 확보하지 못하고 있었다. 이에 따라 그는 해안선 전체를 방어하면서 침공이 발생하면 신속하게 증원군을 투입하는 전략을 취했다. 프랑스에서는 두 개의 독일군 집단군이 배치되었으며, 이 중 B 집단군이 해안을 방어하고 있었다. 제15군은 파드칼레 지역을 담당하고 있었으며, 제7군은 노르망디를 방어하고 있었다. 연합군은 1944년까지 오버로드 작전의 실행을 연기하기로 결정한 후, 노르웨이와 프랑스를 침공할 것처럼 보이게 하는 일련의 기만 작전을 수행했다. 보디가드 작전 이전인 1943년 말, 연합군은 콕케이드 작전을 전개하여 독일군 고위 지휘부를 혼란에 빠뜨리고, 영국해협에서 공중전을 유도하려 했다. 그러나 콕케이드 작전은 큰 성과를 거두지 못했으며, 심지어 가짜 상륙 부대가 해협을 건너 "목표 지점"에 도달하기 직전 되돌아갔음에도 불구하고, 독일군은 이에 거의 반응하지 않았다.

## 같이 보기
- 마스키로프카
- 민스미트 작전
- 오버로드 작전